# Igreja de São Lourenço (Itaparica)
A Igreja de São Lourenço é um templo católico romano do século XVIII localizado no Conjunto Arquitetônico, Urbanístico e Paisagístico da ilha de Itaparica, no estado da Bahia. Esta é dedicada a Lourenço de Huesca, padroeiro da ilha. Foi construída no início da colonização portuguesa no Brasil como parte do engenho de Gabriel Soares de Sousa.
Em 2010, 90% do acervo de objetos e imagens religiosos foram roubados da igreja; eles nunca foram recuperados. Encontra-se como estrutura histórica tombada pelo Instituto do Patrimônio Histórico e Artístico Nacional (IPHAN).

## Localização
A igreja de São Lourenço está situada ao norte da Ilha de Itaparica, mais especificamente no Centro Histórico, onde integra um conjunto arquitetônico que inclui a Igreja Matriz do Santíssimo Sacramento e o Forte de São Lourenço. Sua fachada está voltada para a rua Luís da Grana, enquanto a lateral está virada para a Praça da Matriz, uma pequena praça pública.

## História
Em 1587, Gabriel Soares de Sousa, um historiador e agricultor português, mencionou em seu Tratado Descritivo do Brasil a igreja como parte integrante do engenho de sua propriedade. De acordo com Ubaldo Osório em A Ilha de Itaparica, a igreja teria sido construída em 1610. Esta data é considerada a mais plausível por órgãos historiadores.

### Roubo de 2010
Um roubo de grande escala de objetos religiosos em 2010 resultou na perda de 90% das coleções da Igreja de São Lourenço e da Igreja Matriz do Santíssimo Sacramento. No total, 34 das 41 imagens e objetos religiosos da Igreja de São Lourenço foram roubados em 19 de março de 2010. Entre as peças mais importantes furtadas estava a imagem de madeira de São Elesbão (Elesbão de Axum), uma imagem de setenta centímetros em altura, sendo a única que existe no Brasil. Outros itens roubados incluem um cálice dourado, custódia e um crucifixo de madeira; imagens dos séculos XVII e XVIII do Menino Jesus, São Francisco, Nossa Senhora da Conceição, Senhor do Bonfim e Nossa Senhora do Rosário também foram roubadas. Mateus Morbeck, do IPHAN, o descreveu como "um dos maiores roubos da história".

## Estrutura
A igreja apresenta uma planta formada por nave única com corredores laterais sem tribunas. As paredes da estrutura são de tijolo e alvenaria mista; com um telhado de telha-vã de duas águas com beirais sobrepostos. Sobre a capela-mor encontra-se uma abóbada de berço de madeira. O edifício demonstra a transição das simples capelas rurais do interior da Bahia com planta em "T" para as maiores igrejas Paroquiais e da Irmandade do século XVIII. Preserva ainda um alpendre do lado direito que serve de vestíbulo ao corredor lateral. O copiar foi retirado por volta de 1823. Sua fachada se caracteriza pela presença de uma única e volumosa torre com terminação em pirâmide.

## Festival
Um festival de três dias dedicado a São Lourenço é realizado anualmente em agosto.

## Statusprotegido
A Igreja de São Lourenço foi tombada como estrutura histórica pelo Instituto do Patrimônio Histórico e Artístico Nacional (IPHAN) em 1952. Tanto a estrutura quanto seu conteúdo foram incluídos na portaria do IPHAN sob a inscrição número 404 do processo 0462-T-52. É um importante elemento do Conjunto Arquitetônico, Urbanístico e Paisagístico de Itaparica, estabelecido em 1980.